# Étiqueteuse industrielle
 (février 2021).
Si vous disposez d'ouvrages ou d'articles de référence ou si vous connaissez des sites web de qualité traitant du thème abordé ici, merci de compléter l'article en donnant les références utiles à sa vérifiabilité et en les liant à la section « Notes et références ».
 (février 2021).
La mise en forme du texte ne suit pas les recommandations de Wikipédia : il faut le « wikifier ».
Les points d'amélioration suivants sont les cas les plus fréquents :
- Les titres sont pré-formatés par le logiciel. Ils ne sont ni en capitales, ni en gras.
- Le texte ne doit pas être écrit en capitales (les noms de famille non plus), ni en gras, ni en italique, ni en « petit »…
- Le gras n'est utilisé que pour surligner le titre de l'article dans l'introduction, une seule fois.
- L'italique est rarement utilisé : mots en langue étrangère, titres d'œuvres, noms de bateaux, etc.
- Les citations ne sont pas en italique mais en corps de texte normal. Elles sont entourées par des guillemets français : « et ».
- Les listes à puces sont à éviter, des paragraphes rédigés étant largement préférés. Les tableaux sont à réserver à la présentation de données structurées (résultats, etc.).
- Les appels de note de bas de page (petits chiffres en exposant, introduits par l'outil «  Source ») sont à placer entre la fin de phrase et le point final[comme ça].
- Les liens internes (vers d'autres articles de Wikipédia) sont à choisir avec parcimonie. Créez des liens vers des articles approfondissant le sujet. Les termes génériques sans rapport avec le sujet sont à éviter, ainsi que les répétitions de liens vers un même terme.
- Les liens externes sont à placer uniquement dans une section « Liens externes », à la fin de l'article. Ces liens sont à choisir avec parcimonie suivant les règles définies. Si un lien sert de source à l'article, son insertion dans le texte est à faire par les notes de bas de page.
- La présentation des références doit suivre les conventions bibliographiques. Il est recommandé d'utiliser les modèles {{Ouvrage}}, {{Chapitre}}, {{Article}}, {{Lien web}} et/ou {{Bibliographie}}. Le mode d'édition visuel peut mettre en forme automatiquement les références.
- Insérer une infobox (cadre d'informations à droite) n'est pas obligatoire pour parachever la mise en page.

Pour une aide détaillée, merci de consulter Aide:Wikification.
Si vous pensez que ces points ont été résolus, vous pouvez retirer ce bandeau et améliorer la mise en forme d'un autre article.

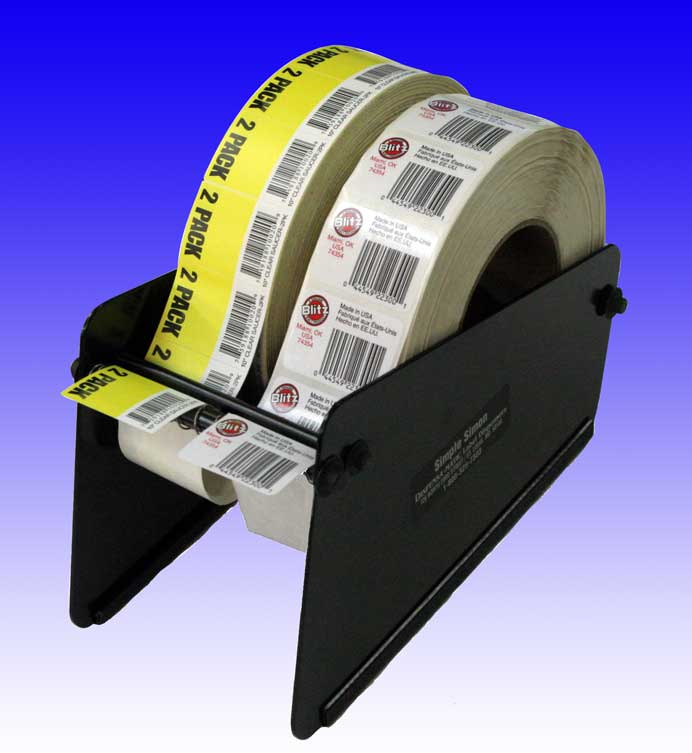
distributeur d'étiquettes manuel

Les étiqueteuses industrielles et distributeurs d’étiquettes sont des machines conçues pour simplifier le processus de retrait d'une étiquette de sa doublure ou de son ruban de support.
Les distributeurs d'étiquettes sont généralement destinés à distribuer une étiquette à un opérateur qui applique manuellement l'étiquette sur l'emballage. Ils sont conçus avec différentes tailles et caractéristiques qui sont souvent spécifiques au type d'étiquette qu'ils peuvent distribuer et au degré d'automatisation souhaité.
Les étiqueteuses industrielles font généralement partie d'une plus grande ligne d'emballage. Elles reçoivent le colis d'une étape d'automatisation précédente, apposent l'étiquette et acheminent le colis vers l'étape suivante de la ligne de conditionnement.

## Utilisation
Les étiqueteuses industrielles et distributeurs d'étiquettes ont de nombreuses utilisations. La plupart des produits vendus dans le commerce doivent indiquer sur leur étiquette une dénomination, un poids, les contenus,.... Ces étiquettes ont été appliquées à la machine ou à la main et ont très probablement été décollées du papier support à l'aide d'une sorte de distributeur d'étiquettes ou d’étiqueteuse industrielle.

## Distributeur d'étiquettes manuel
Les brevets sur les distributeurs d'étiquettes manuels remontent aux années 1920. Ils sont conçus pour une utilisation légère. Ils sont actionnés à la main et ne sont pas automatisés, mais aident tout de même à retirer les étiquettes de leurs doublures. De nombreux distributeurs d'étiquettes manuels peuvent distribuer plusieurs rouleaux d'étiquettes à la fois. L'opération est effectuée en tirant la doublure / papier support autour d'une plaque ou d'une barre, ce qui fait que l'étiquette se détache du papier support. Cela se produit parce que le papier support est généralement plus fin que l'étiquette elle-même et se trouve également en dessous.

## Distributeur d'étiquettes semi-automatique
Les distributeurs d'étiquettes semi-automatiques électriques ont été brevetés pour la première fois au début des années 1970. Ils ont été conçus à l'origine pour les étiquettes d'adresse à plusieurs rangées pour le courrier. En moyenne, un bon employé pouvait appliquer environ 500 étiquettes par heure sur des enveloppes. Le distributeur d'étiquettes a augmenté ce chiffre à plus de 2 000 par heure. Ces distributeurs font avancer les étiquettes individuelles ou à plusieurs rangées et les retirent de leur doublure comme un distributeur manuel, mais au lieu de tirer manuellement sur la doublure, l'avancement de l'étiquette se produit lorsqu'un déclencheur sur le distributeur détecte l'absence d'étiquette, comme lorsque le l'opérateur retire l'étiquette. Le capteur ferme alors le circuit et engage le moteur, distribuant l'étiquette suivante jusqu'à ce que le capteur détecte à nouveau l'étiquette qui ouvre le circuit. Une seule main est nécessaire pour prendre l'étiquette, l'autre peut être utilisée pour déplacer le matériau sur lequel l'étiquette est appliquée.
Les distributeurs d'étiquettes semi-automatiques sont souvent conçus pour résister aux conditions industrielles.

## Etiqueteuse automatique
Les étiqueteuses automatiques sont des applicateurs d'étiquettes entièrement automatisés et peuvent aller de petites machines simples fonctionnant à une vitesse lente à des machines plus imposantes capables d'appliquer des centaines, voire des milliers d'étiquettes par minute.
Les étiqueteuses automatiques font avancer le stock d'étiquettes sur une plaque de pose jusqu'à ce qu'une partie de l'étiquette déborde dans le trajet de l'emballage. Lorsque l'emballage vient rencontrer l’étiquette, la bande de transport d'étiquettes est avancée pour correspondre à la vitesse de l'emballage et l'étiquette est soit brossée, soit soufflée pour assurer l'adhérence. L'alignement correct de l'étiquette sur l'emballage dépend des capteurs qui détectent l'emplacement / l'orientation de l'emballage et des capteurs d'étiquettes qui détectent l'emplacement du bord de l'étiquette. Les capteurs d’emballages peuvent être des capteurs de position de différents types, souvent des capteurs optiques ou des capteurs à ultrasons. Les capteurs d'étiquettes sont généralement des capteurs photoélectriques car ils sont peu coûteux. Mais les étiquettes claires et transparentes ne peuvent pas être détectées par les capteurs photoélectriques. Les technologies capacitives et ultrasoniques sont utilisées pour la détection d'étiquettes claires et transparentes.
Certains modèles d'étiqueteuses automatiques peuvent comporter un bloc d'impression permettant de compléter des informations sur des étiquettes vierges qui sont ensuite déposées sur des emballages. 

### Composants
- Moteur : Le moteur automatise le distributeur d'étiquettes et contrôle la vitesse à laquelle les étiquettes sont distribuées.
- Rouleau d'alimentation : Il s'agit en fait de la première méthode brevetée utilisée dans un distributeur d'étiquettes semi-automatique pour faire avancer l'étiquette. L’étiquette est amenée sur le plaque de dépose, puis à travers un ensemble de rouleaux d'alimentation.
- Moyeu / bobine d'enroulement : Cela peut remplacer le rouleau d'alimentation. Le moyeu de réception se compose d'une barre et d'un support / clip de revêtement, qui sont connectés au moteur sur un seul cadre latéral. En fonctionnement, ils tournent en synchronisation avec le moteur et enroulent la doublure d'étiquettes afin de la collecter en un seul endroit.
- Plaque de dépose : Composant de la machine qui agit comme un séparateur pour l'étiquette et sa doublure. Chaque étiquette est tirée sur la plaque de dépose jusqu'à ce qu'elle soit reconnue par un capteur photo ou un indicateur de fin de course. Les plaques de dépose peuvent être de conception et de matériaux différents, mais elles sont souvent en plastique ou en aluminium.
- Photodétecteur / Indicateur de fin de course : utilisé pour déclencher l'avancement de l'étiquette. Chaque distributeur d'étiquettes semi-automatique ou étiqueteuse automatique est équipé de l'un ou de l'autre. Ceux-ci détectent l'absence ou la présence d'une étiquette pour faciliter la distribution.
- Indicateur de fin de course : L’indicateur de fin de course est une méthode de détection d'étiquettes et peut être utilisé pour la plupart des applications, il peut détecter une grande variété d'étiquettes.
- Photodétecteur : Le photodétecteur est une méthode alternative qui utilise un faisceau de lumière interrompu par l'étiquette lorsqu'elle passe au-dessus / entre les capteurs. Il peut être utilisé pour de nombreux types d'étiquettes, mais le matériau transparent est un problème.